# Российский дом науки и культуры (Берлин)
Русский дом в Берлине (нем. Russisches Haus in Berlin) — культурный центр на Фридрихштрассе, 176—179 в берлинском районе Митте. Открыт в 1984 году в Восточном Берлине как Дом советской науки и культуры. Организацией деятельности Русского дома занимается Представительство Федерального агентства по делам Содружества Независимых Государств, соотечественников, проживающих за рубежом, и по международному гуманитарному сотрудничеству (Россотрудничество) в Германии.

## История

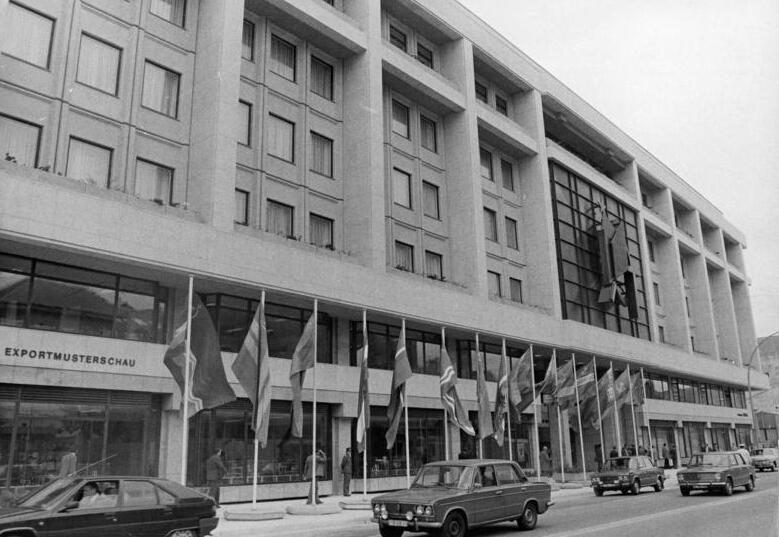
Дом советской науки и культуры, 1984

Здание возводилось с 1981 по 1984 год по проекту архитектора Карла-Эрнста Свора на месте более раннего коммерческого здания, разрушенного во время Второй мировой войны. Реализацией этого проекта занималось недавно сформированное Управление строительства специальных проектов в Берлине нем. Aufbauleitung Sondervorhaben der Hauptstadt Berlin, в составе коллектива Строительной академии ГДР под руководством архитектора Эрхардта Гиске. При строительстве использовались высококачественные материалы, такие как гранит из Лажицы для фасада и известняк из Врацы для верхних этажей. В здании семь этажей, его площадь составляет около 29000 м². Над входной зоной расположен красочный фриз из магдебургского стекла.
Заказчиком выступил Союз советских обществ дружбы и культурной связи с зарубежными странами. Проект Гюнтера Стана в стиле соцреализма был отклонён на раннем этапе строительства. Реализованный в итоге дизайн Свора соответствовал модернистскому стилю, предусмотренному руководством ГДР для Фридрихштрассе, и напоминал характерные здания СССР того времени, такие как здание ТАСС, Белый дом в Москве, здание Академии наук СССР.
Помещения в здании служили целям укрепления двусторонних связей и как центр обучения русскому языку. Это был крупнейший из советских зарубежных культурных центров в мире. Фойе площадью 1700 м² считалось одним из самых больших и величественных в Берлине. В нём стоял памятник Ленину. После объединения Германии в начале 1990-х годов скульптура была удалена, её местонахождение неизвестно.
После распада Советского Союза комплекс перешёл в собственность Российской Федерации. Он был отремонтирован, некоторые части сданы в аренду. В частности, в обновлённом здании Русского дома расположились кинотеатр «Фридрихштрассе» и политико-сатирическое кабаре Die Kneifzange («Клещи», закрылось в 2011 году).
В сентябре 2009 года немецкий бизнесмен Франц Зедельмайер пытался отсудить у России здание Русского дома в Берлине, а также взыскать в свою пользу арендные платежи в счёт уплаты долга. На тот момент стоимость здания оценивалась в 116 миллионов евро. Суд района Мите определил, что здание, находящееся под управлением Россотрудничества, используется в суверенных целях Российской Федерации, и отказал Зедельмайеру в его требованиях.
С 21 июля 2022 года агентство «Россотрудничество», которое занимается деятельности Русского дома, находится в санкционном списке ЕС. Юридический интернет-журнал Legal Tribune Online приходит к выводу, что продолжение работы «Русского дома» нарушает санкции ЕС. С января 2023 года немецкая прокуратура проводит расследование в отношении «Русского дома» по подозрению в нарушении Закона о внешней торговле и платежах.

## Современность

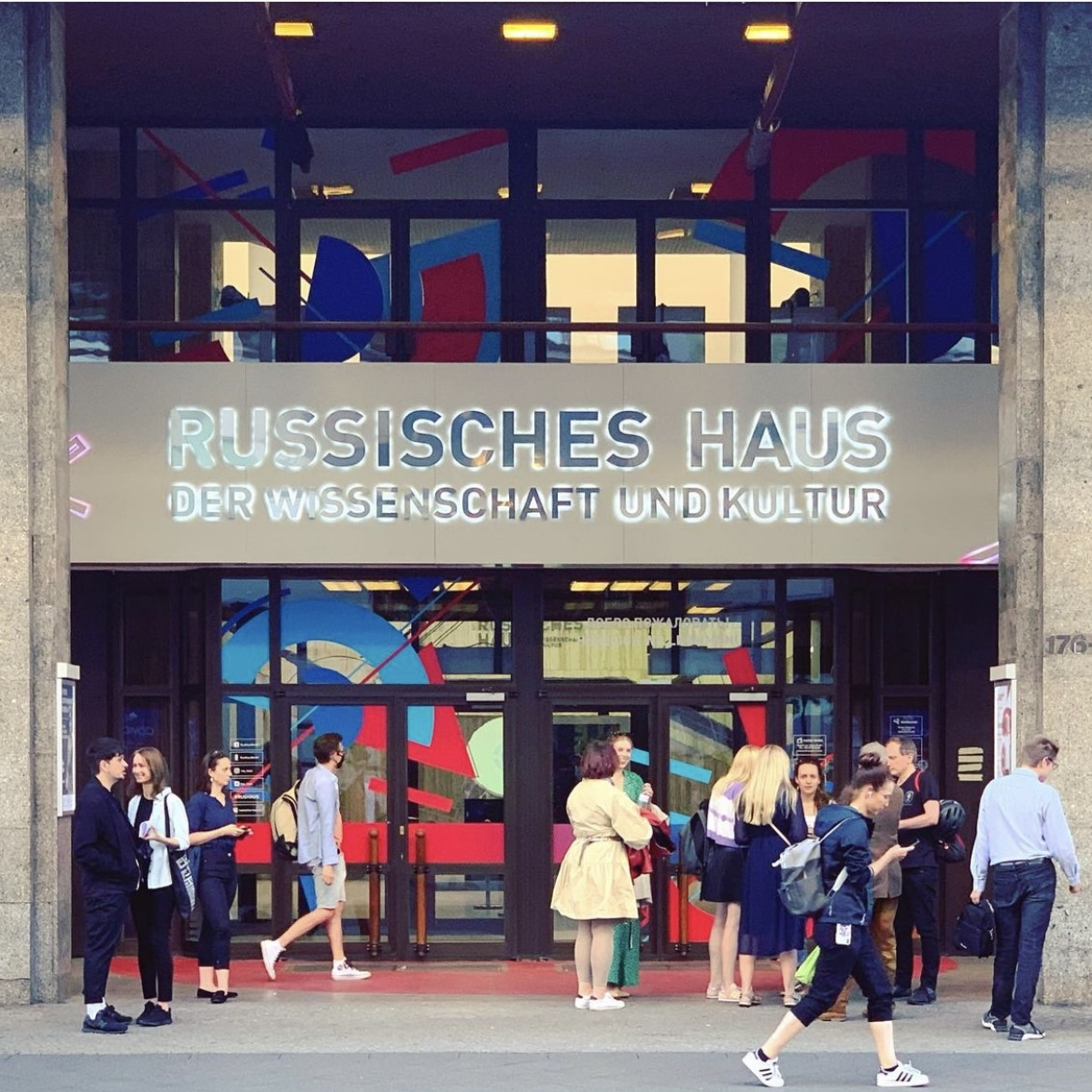
Русский дом в Берлине, 2021

Русский дом в Берлине в Берлине является крупнейшим из 96 зарубежных представительств Россотрудничества. Работа центра направлена на разностороннее развитие культурно-гуманитарных и научно-образовательных связей между Россией и Германией, на поддержку россиян, находящихся в Германии, популяризацию русской культуры и языка.
В здании Русского дома есть обширная библиотека русской литературы, выставочные пространства, залы для концертов и конференций, кинотеатр..
В Русском доме регулярно проходит двусторонние российско-немецкие и многосторонние встречи: конференции, семинары, круглые столы по актуальным международным проблемам, вопросам отношений между Россией и Германией. Проводятся встречи с видными деятелями двух стран. Ведётся обширная концертно-театральная деятельность: выступают российские театральные и фольклорные коллективы, музыканты, актёры, писатели; проводятся выставки и показы российских фильмов.
При Русском доме действуют Центр русского языка и Русский колледж. Кроме того, в центре действуют многочисленные студии: музыкальная, театральная, художественная, несколько спортивных и других.
Ежегодное количество участников программ и мероприятий Русского дома насчитывает около 200 тысяч человек.

## Критика после российского вторжения на Украину
После российского вторжения на Украину в 2022 году, перед Русским домом неоднократно проходили митинги протеста. Среди прочего, в местном кинотеатре транслировались пропагандистские постановки отключенного телеканала RT, в которых украинцев называют нацистами.  В апреле 2022 года, из Русского дома изгнали радио «Русский Берлин», из-за вышедшего в эфире интервью с журналистом «Медузы», который критиковал путинский режим и действия российской армии на Украине.
Агентство Россотрудничества, управляющее Домом, находится в санкционном списке стран Евросоюза с 21 июля 2022 года. Юридическое журнал Legal Tribune Online приходит к выводу, что продолжение деятельности Русского дома нарушает санкции ЕС. По данным Reuters, бывший офицер ВВС России и его девушка, которые были соучредителями пророссийских протестов в связи с российским вторжением на Украину в Германия, получили билеты на самолет от Русского дома для участия в мероприятии, организованном совместно с правительством в Москве.
С января 2023 года прокуратура проводит расследование в отношении владельцев Русского дома по подозрению в нарушении Закона о внешнеэкономической деятельности. По словам Маркуса Венера, закрытие дома противоречит дипломатическим соображениям Министерства иностранных дел, поскольку в противном случае, возможно, все Гете-институты в Российской федерации будут закрыты.